# Нуху, Касим
Касим Адамс Нуху (англ. Kasim Adams Nuhu; родился 22 июня 1995 года в Кумаси, Гана) — футболист, защитник сборной Ганы.

## Клубная карьера

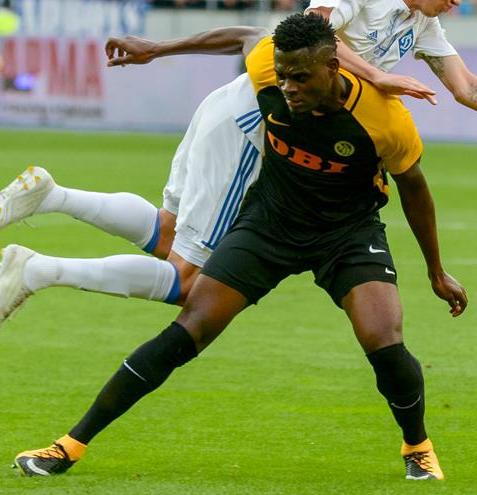
Нуху в составе «Янг Бойз»

Нуху начал карьеру в клубе «Медеама». 14 апреля 2013 года в матче против «Харт оф Лайонз» он дебютировал в чемпионате Гане. Летом того же года Касим перешёл в испанский «Леганес». В 2014 году Нуху подписал контракт с «Мальоркой», где в начале выступал за дублирующий состав. 28 сентября в матче против «Барселоны B» он дебютировал в Сегунде. В этом же поединке Касим сделал «дубль», забив свои первые голы за «Мальорку». Летом 2016 года Нуху на правах аренды перешёл в швейцарский «Янг Бойз». 16 октября в матче против «Лугано» он дебютировал в швейцарской Суперлиге. По окончании аренды клуб выкупил его трансфер. 27 августа в поединке против «Санкт-Галлена» Касим забил свой первый гол за «Янг Бойз». В 2018 году он помог команде выиграть чемпионат, впервые за 32 года.
Летом 2018 года Нуху перешёл в немецкий «Хоффенхайм», подписав контракт на 5 лет. Сумма трансфера составила 8 млн евро. 24 августа в матче против «Баварии» он дебютировал в Бундеслиге. Летом 2019 года Нуху в поисках игровой практики на правах аренды перешёл в дюссельдорфскую «Фортуну». 13 сентября в матче против «Вольфсбурга» он дебютировал за новую команду. 22 сентября в поединке против гладбахской «Боруссии» Касим забил свой первый гол за «Фортуну». По окончании аренды он вернулся в «Хоффенхайм». Летом 2022 года Нуху перешёл в «Базель» на правах аренды. 24 июля в матче против «Серветта» он дебютировал за новую команду.

## Международная карьера
12 ноября 2017 года в отборочном матче чемпионата мира 2018 против сборной Египта Нуху дебютировал за сборную Ганы. 7 июня 2018 года в товарищеском матче против сборной Исландии он забил свой первый гол за национальную команду.
В 2019 году Нуху в составе сборной Ганы попал в заявку на участие в Кубке Африки в Египте. На турнире он сыграл в матчах против сборных Бенина, Камеруна и Туниса.

### Голы Нуху за сборную Ганы
| #  | Дата        | Место                                 | Противник | Счёт | Результат | Соревнование      |
| -- | ----------- | ------------------------------------- | --------- | ---- | --------- | ----------------- |
| 1. | 7 июня 2018 | Лаугардалсвёллур, Рейкьявик, Исландия | Исландия  | 2:1  | 2:2       | Товарищеский матч |

## Достижения
Командные
«Янг Бойз»
- Чемпионат Швейцарии по футболу — 2017/2018